# Vollenhovia denticulata
Vollenhovia denticulata är en myrart som beskrevs av Carlo Emery 1914. Vollenhovia denticulata ingår i släktet Vollenhovia och familjen myror. Inga underarter finns listade i Catalogue of Life.